# Product Integraph
Der Product Integraph war ein mechanisch arbeitender Analogrechner zur Lösung von Differentialgleichungen erster Ordnung. Er wurde in den Jahren 1923 bis 1927 von Vannevar Bush, F. G. Kear, H. L. Hazen, H. R. Stewart und F. D. Gage am Massachusetts Institute of Technology (MIT) entwickelt.
Der Entwickler Vannevar Bush bezeichnete ihn als eine „elektrische Maschine, die selbständig denkt. Als ‚Gehirn aus Menschenhand‘ übertrifft der Integraph das logische Denken des Menschen durch seine Fähigkeit, mathematische Probleme zu beantworten, deren Lösung für das menschliche Gehirn zu komplex sind“.